# Ядерные реакторы поколения I
Реакторы поколения I — ранние опытные образцы энергетических реакторов. В начале атомной эры разрабатывались ядерные установки с различными видами теплоносителей. На основе этих первых проектов были построены и эксплуатировались некоторые прототипы АЭС. Примерами являются Shippingport, Magnox / UNGG, AMB, Fermi 1 и Dresden 1, в СССР — промышленные уран-графитовые реакторы (АДВ и др.), ВВЭР-440/230 и др. Продолжительность работы 30-40 лет.